# 北海道道482号豊川遠浅停車場線
北海道道482号豊川遠浅停車場線（ほっかいどうどう482ごう とよかわとあさていしゃじょうせん）は、北海道勇払郡厚真町と安平町を結ぶ一般道道（北海道道）である。

## 概要

### 路線データ
- 起点：北海道勇払郡厚真町字上野（北海道道287号厚真浜厚真停車場線交点）
- 終点：北海道勇払郡安平町遠浅（JR北海道 室蘭本線 遠浅駅）
- 路線延長：9.0 km

## 歴史
- 1965年（昭和40年）3月26日 - 路線認定[1]。

## 路線状況

### 重複区間
- 遠浅（国道234号）

## 地理

### 通過する自治体
- 勇払郡
  - 厚真町
  - 安平町

### 交差する道路
厚真町
- 北海道道287号厚真浜厚真停車場線 - 上野（起点）

安平町
- 国道234号 - 遠浅（重複）

### 沿線にある施設など
安平町
- ノーザンファーム - 早来源武275
- 社台スタリオンステーション - 早来源武275
- 安平町立遠浅小学校 - 遠浅580
- 遠浅公民館 - 遠浅125-1
- ローソン安平町遠浅 - 遠浅713-38
- JR北海道 室蘭本線 遠浅駅 - 遠浅